# Tajemnice Poodle Springs
Tajemnice Poodle Springs (ang. Poodle Springs) – amerykańska powieść kryminalna rozpoczęta przez Raymonda Chandlera, w 1959 roku, a ukończona przez Roberta B. Parkera, w roku 1989 (pierwsze polskie wydanie w 1993).

## Fabuła
Jest to ostatnia książka autorstwa Chandlera, w której pojawia się Philip Marlowe. Tym razem ten zatwardziały kawaler jest żonaty. Towarzyszką jego życia została dziedziczka fortuny Linda Loring. Po przeprowadzce, do luksusowej dzielnicy Poodle Springs, Philip żyje na koszt żony. Pomimo że małżonka żąda od prywatnego detektywa by rzucił niebezpieczną pracę, Marlowe odmawia i przyjmuje zlecenie od Lipschultza, właściciela kasyna. Zadanie polega na uratowaniu fotografa Lesa Valentine’a, który jest winien lokalnemu potentatowi 100 tysięcy dolarów.